# Suinin
Suinin (jap. (垂仁天皇, すいにんてんのう, Suinin-tennō) (1. dan 1. mjeseca 69. godine cara Sujina/27. siječnja 29. pr. Kr. - 14. dan 7. mjeseca 99. godine cara Suinina/8. kolovoza 70.) bio je 11. japanski car  prema tradicijskom brojanju. Bio je poznat kao Ikumeiribikoisachi no Mikoto (伊久米伊理毘古伊佐知命, いくめいりびこいさちのみこと).
O nadnevku njegova rođenja ne postoje pouzdani izvori. Konvencijski se uzima da je vladao od 2. dana 1. mjeseca 1. godine cara Suinina/4. veljače 29. pr. Kr. do 14. dana 7. mjeseca 99. godine cara Suinina/8. kolovoza 70. ( 29. pr. Kr. - 70.)